# Kowyniewka
Kowyniewka (ros. Ковыневка) – wieś (ros. деревня, trb. dieriewnia) w zachodniej Rosji, w sielsowiecie puszkarskim rejonu korieniewskiego w obwodzie kurskim.

## Geografia
Miejscowość położona jest nad rzeką Grunia (dopływ Sejmu), 7,5 km od centrum administracyjnego sielsowietu puszkarskiego (Puszkarnoje), 14,5 km od centrum administracyjnego rejonu (Korieniewo), 92,5 km od Kurska.

## Demografia
W 2010 r. miejscowość zamieszkiwało 21 osób.